# ISO 3166-2:NE

Regionen in Niger

Die Liste der ISO-3166-2-Codes für  Niger enthält die Codes für die 7 Regionen (régions) und den Hauptstadtdistrikt.

Die Codes bestehen aus zwei Teilen, die durch einen Bindestrich voneinander getrennt sind. Der erste Teil gibt den Landescode gemäß ISO 3166-1 (für  Niger NE), der zweite den Code für das Departement wieder.
Die aktuellen Codes stehen auf der Seite der ISO unter #iso:code:3166:NE zur Verfügung.

| Departement | Code |
| ----------- | ---- |
| Agadez      | NE-1 |
| Diffa       | NE-2 |
| Dosso       | NE-3 |
| Maradi      | NE-4 |
| Niamey 1    | NE-8 |
| Tahoua      | NE-5 |
| Tillabéri   | NE-6 |
| Zinder      | NE-7 |

1 Hauptstadtdistrikt